# Andreas Varga (Märtyrer)
Andreas Varga (* 10. Februar 1913 in Setschan, Banat, Österreich-Ungarn; † November 1944 in Toba, Neuzerne, Jugoslawien) war ein banatschwäbischer römisch-katholischer Geistlicher und Märtyrer.

## Leben
Andreas Varga wurde am 29. Juni 1936 zum Priester geweiht. Er wirkte in Werschetz und Weißkirchen. Im November 1944 wurde er von den Partisanen nach Toba zitiert und dort zu Tode misshandelt.

## Gedenken
Die katholische Kirche hat Andreas Varga als Glaubenszeugen in das deutsche Martyrologium des 20. Jahrhunderts aufgenommen.